# Rudolf I van Vermandois
Rudolf I van Vermandois bijgenaamd de Dappere of de Eenogige (circa 1085 - 14 oktober 1152) was van 1102 tot aan zijn dood graaf van Vermandois en Valois. Hij behoorde tot een zijlinie van het huis Capet.

## Levensloop
Rudolf I was de zoon van graaf Hugo I van Vermandois, zoon van koning Hendrik I van Frankrijk, uit diens huwelijk met Adelheid, dochter en erfgename van graaf Herbert IV van Vermandois. In 1102 volgde hij zijn vader op als graaf van Vermandois en Valois.
Rond 1120 huwde hij met zijn eerste echtgenote Eleonora (overleden na 1148), dochter van graaf Stefanus II van Blois. Ze kregen een zoon Hugo II (1127-1212), die zijn vader opvolgde als graaf van Vermandois. Later was Hugo onder de naam Felix van Valois medestichter van de Trinitariërs en werd hij heilig verklaard door de Rooms-Katholieke Kerk.
Hij ondersteunde koning Lodewijk VI van Frankrijk en diens opvolger Lodewijk VII in hun strijd tegen opstandige edelen. Bij de inname van Livry in 1129 verloor hij een oog. Het jaar daarop doodde hij heer Thomas I van Coucy bij de belegering van Coucy. In 1131 werd Rudolf als dank voor zijn verdiensten benoemd tot seneschalk van het koninkrijk Frankrijk.
Aan het Franse hof leerde Rudolf Petronella van Aquitanië (1125-1193) kennen, dochter van hertog Willem X van Aquitanië en zus van de Franse koningin Eleonora van Aquitanië. In de zomer van 1141 begonnen de twee een relatie. Vervolgens schakelde de Franse koning Lodewijk VII drie bevriende bisschoppen in om zijn huwelijk met Eleonora van Blois ongeldig te laten verklaren wegens bloedverwantschap. Nadat dit was gelukt, huwde Rudolf in de winter van 1141-1142 met Petronella. Eleonora's broer Theobald IV van Blois kon dit niet verkroppen en protesteerde bij paus Innocentius II tegen Lodewijks bemoeienis in een zaak die enkel de kerk aanging. Theobald vond steun bij Bernardus van Clairvaux, die de zaak als een schending van het huwelijkssacrament beschouwde.
In juni 1142 riep paus Innocentius II een concilie samen, dat een bij de huwelijksannulering betrokken bisschop excommuniceerde en twee anderen uit hun ambt ontzetten. Ook werd geëist dat Rudolf terugkeerde naar zijn eerste echtgenote. Toen Rudolf weigerde, werden zowel hij als Petronella geëxcommuniceerd en werd zijn gebied onder interdict geplaatst. Lodewijk VII, die het vonnis van het concilie verwierp en als een schending van zijn autoriteit beschouwde, begon daarop een oorlog tegen Theobald IV van Blois. Het conflict rond het huwelijk werd in 1148 bijgelegd, toen het Franse koningspaar op kruistocht vertrok. Rudolf kreeg vervolgens absolutie en zijn huwelijk met Petronella van Aquitanië werd erkend.
Terwijl Lodewijk VII deelnam aan de Tweede Kruistocht traden Rudolf I van Vermandois en abt Suger van Saint-Denis vanaf 1147 op als regenten. Na deze kruistocht verstootte Lodewijk in 1152 Eleonora van Aquitanië, waarop Rudolf hetzelfde deed met Petronella. Later dat jaar hertrouwde hij met Laureta van Vlaanderen (1131-1198), dochter van Diederik van de Elzas, graaf van Vlaanderen. Rudolf I overleed enkele maanden later, in oktober 1152.

## Nakomelingen
Met zijn tweede echtgenote Petronella van Aquitanië kreeg Rudolf drie kinderen:
- Elisabeth (1143-1183), gravin van Vermandois en Valois
- Rudolf II (1145/1147-1167), graaf van Vermandois en Valois
- Eleonora (1148/1149-1213), gravin van Vermandois en Valois

## Voorouders
| Voorouders van Rudolf I van Vermandois (1085-1152) | Voorouders van Rudolf I van Vermandois (1085-1152)                        | Voorouders van Rudolf I van Vermandois (1085-1152)                        | Voorouders van Rudolf I van Vermandois (1085-1152)                      | Voorouders van Rudolf I van Vermandois (1085-1152)                      | Voorouders van Rudolf I van Vermandois (1085-1152)                      | Voorouders van Rudolf I van Vermandois (1085-1152)                      | Voorouders van Rudolf I van Vermandois (1085-1152)                      | Voorouders van Rudolf I van Vermandois (1085-1152)                      |
| -------------------------------------------------- | ------------------------------------------------------------------------- | ------------------------------------------------------------------------- | ----------------------------------------------------------------------- | ----------------------------------------------------------------------- | ----------------------------------------------------------------------- | ----------------------------------------------------------------------- | ----------------------------------------------------------------------- | ----------------------------------------------------------------------- |
| Overgrootouders                                    | Robert II van Frankrijk (972-1031) ∞ 1003 Constance van Arles (1086-1034) | Robert II van Frankrijk (972-1031) ∞ 1003 Constance van Arles (1086-1034) | Jaroslav de Wijze (978-1054) ∞ 1019 Ingegred van Zweden (1033-1113)     | Jaroslav de Wijze (978-1054) ∞ 1019 Ingegred van Zweden (1033-1113)     | Otto van Vermandois (990–1045) ∞ Pavia (-)                              | Otto van Vermandois (990–1045) ∞ Pavia (-)                              | Rudolf IV van Vexin (1021-1074) ∞ Adelheid van Boves (1010-1053)        | Rudolf IV van Vexin (1021-1074) ∞ Adelheid van Boves (1010-1053)        |
| Grootouders                                        | Hendrik I van Frankrijk (1008-1060) ∞ 1051 Anna van Kiev (1036-1078)      | Hendrik I van Frankrijk (1008-1060) ∞ 1051 Anna van Kiev (1036-1078)      | Hendrik I van Frankrijk (1008-1060) ∞ 1051 Anna van Kiev (1036-1078)    | Hendrik I van Frankrijk (1008-1060) ∞ 1051 Anna van Kiev (1036-1078)    | Herbert IV van Vermandois (1032-1080) ∞ Adelheid van Vexin (1040-1077)  | Herbert IV van Vermandois (1032-1080) ∞ Adelheid van Vexin (1040-1077)  | Herbert IV van Vermandois (1032-1080) ∞ Adelheid van Vexin (1040-1077)  | Herbert IV van Vermandois (1032-1080) ∞ Adelheid van Vexin (1040-1077)  |
| Ouders                                             | Hugo I van Vermandois (1053-1101) ∞ Adelheid van Vermandois (1036-1078)   | Hugo I van Vermandois (1053-1101) ∞ Adelheid van Vermandois (1036-1078)   | Hugo I van Vermandois (1053-1101) ∞ Adelheid van Vermandois (1036-1078) | Hugo I van Vermandois (1053-1101) ∞ Adelheid van Vermandois (1036-1078) | Hugo I van Vermandois (1053-1101) ∞ Adelheid van Vermandois (1036-1078) | Hugo I van Vermandois (1053-1101) ∞ Adelheid van Vermandois (1036-1078) | Hugo I van Vermandois (1053-1101) ∞ Adelheid van Vermandois (1036-1078) | Hugo I van Vermandois (1053-1101) ∞ Adelheid van Vermandois (1036-1078) |